# Charles King (Bildhauer)
Charles King (* um 1657 in England; † 1756 in Berlin) war Hofbildhauer des preußischen Königs Friedrich I.

## Berufung nach Berlin
Der preußische König Friedrich I. rief den Engländer Charles King im Jahr 1703 als Hofbildhauer nach Berlin und gewährte ihm ein Gehalt von 400 Reichstalern. Offenbar sollte King vor allem am Innenausbau des Schlosses Lietzenburg (später „Charlottenburg“ genannt), das von Königin Sophie Charlotte genutzt wurde, mitwirken. Im Schloss Charlottenburg stammt der reichvergoldete Altartisch in der Kapelle von ihm. Die Eichenholzschnitzereien in der Alten Galerie des Schlosses wurden vermutlich ebenfalls von Charles King angefertigt. Auch zur Ausgestaltung des Schlosses in Oranienburg wurde King herangezogen. Sein für die Schlosskapelle Oranienburg geschaffener Altartisch steht heute in der Kreuzkirche Königs Wusterhausen. Geschätzt wurden im Allgemeinen seine sehr sauberen Arbeiten in Holz, besonders Basreliefs sowie Früchte und Blumen. King behauptete, ein Geheimrezept zu kennen, mit dem er Blei so hart wie andere Metalle machen könne. Wie Nicolai berichtet, hat King nach diesem Rezept verschiedene bleierne Statuen gießen lassen.

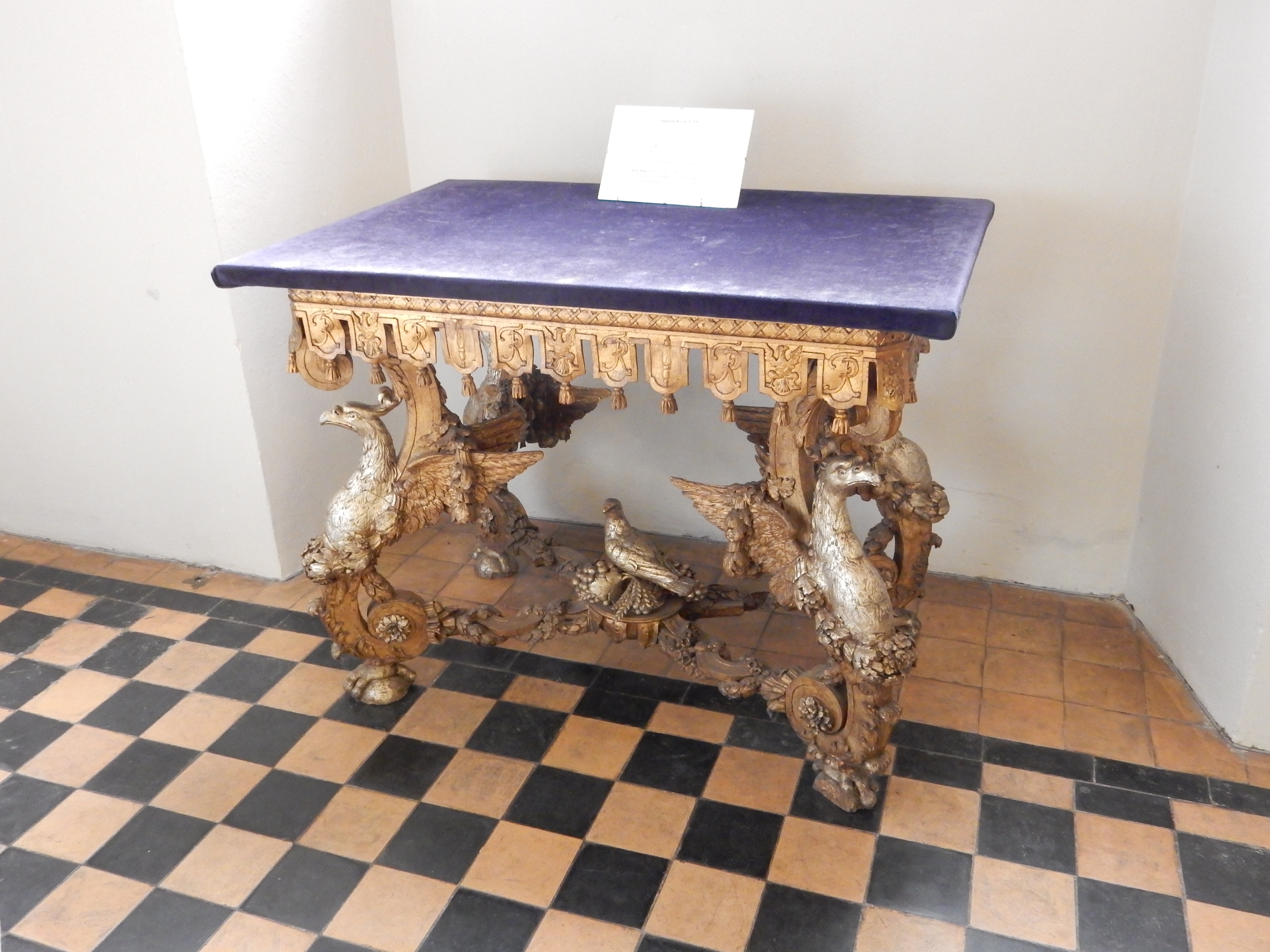
Altartisch von Charles King für das Schloss Oranienburg (ca. 1710), heute Kreuzkirche Königs Wusterhausen

## Die Söhne Carl Friedrich und Philipp King
Charles King hatte zwei Söhne, Carl Friedrich und Philipp, die ebenfalls in Berlin lebten. Sein Sohn Carl Friedrich ging bei dem preußisch-königlichen Hofmaler Antoine Pesne in die Lehre und erlernte die Malkunst. Er entwickelte sich zu einem „guten Bildnismaler“ und ging später nach Halle, wo er 1738, ungefähr 30 Jahre alt, starb. Sein Bruder Philipp wurde ebenfalls Maler. König Friedrich Wilhelm setzte ihm eine Pension aus. Er soll jedoch infolge seiner „liederlichen Lebensart“ in Armut geraten und im Alter von 40 Jahren im Berliner Charité-Hospital gestorben sein.

## Tod in hohem Alter
Der Bildhauer Charles King starb 1756 „fast über 100 Jahre“ alt in Berlin.